# مالك مكتبي
مالك مكتبي (28 ديسمبر1981-) إعلامي لبناني قدّم عدّة برامج تلفزيونية واشتهر ببرنامجه الاجتماعي أحمر بالخط العريض

## حياته الخاصة
ولد في بيروت. لديه ثلاثة أشقاء، تخصص في إدارة الأعمال في القطاعين المالي والمصرفي، من الجامعة اللبنانية الأميركية في بيروت وعلى ماجستير في الدراسات والعلاقات الدولية من جامعة لندن of Oriental and African Studies، سعياً لضمان استمرارية عمل العائلة، بما أنّ مؤسسة مكتبي هي ملك لوالده، عاش خمسة عشر عاماً في المملكة العربية السعودية ثم عاد إلى لبنان 

### حياته الأسرية
تزوج من نايلة تويني النائب اللبنانية وابنة الراحل جبران تويني في منتصف العام 2009 مدنيا في قبرص  رزق منها بثلاثة أطفال جبران عام 2010 وشريف عام 2013، وابنته نور عام 2015.

## مشواره المهني
لم يجد نفسه في هذا مجال الأعمال وكان يحضر بعض الحصص الإعلامية التي كان يعطيها الإعلامي مارسيل غانم في الجامعة وقد أحبها كثيراً، فسمح له الحضور إلى استديو تسجيل «برنامج كلام الناس» والمساعدة في الإعداد، بدأ أولى خطواته في مهنة الصحافة مع حلقة «عمري من عمر الـLBC» الخاصة التي أعدّها مارسيل وساهم فيها ومن ثم أصبح معدا في برنامج «كلام الناس» الذي قدمه الإعلامي مارسيل غانم على شاشة المؤسسة اللبنانية للإرسال، في رصيده عدد لا يستهان به من المقابلات التلفزيونية المباشرة مع أبرز الوجوه السياسية العالمية.
أعدّ حلقات خاصة بالشباب وتقارير حول مواضيع سياسية واجتماعية حساسة أهمها ملفّ الأسرى اللبنانيين في السجون الإسرائيلية والسورية
عام 2008 عرضت عليه إدارة المحطة تقديم برنامج اجتماعي يعني بالقضايا الإنسانية واسمه أحمر بالخط العريض 

### حلقة ديبا دارماسيري وابنتها زينب
في ليلة رأس نهاية عام 2016 عرضت حلقة رحلة البحث عن حقيقة أمٍ لم تفارق يوماً ضمير ابنتها وعذاباتها. رحلة اكتشاف أم زينب التي لم تعرفها. لم تحضنها ولم تتنفّس عطرها. حطّت الطائرة في سري لانكا حيث وطنُ عاملة رُحِّلت من لبنان بعدما جرى اغتصابها وأنجبت، ثم اختفى أثرها وتجري رحلة البحث عنها بعد خمسة وعشرين عاما لتلتقي والدتها من جديد لكنها تموت بعد اثنين وأربعين يوما.

### حلقة الدمية La Bambola
في لية رأس السنة نهاية عام 2018 قدم حلقة «الدمية»، la bambola التي تروي قصة عائلة لبنانية انفصل فيها الأب حسن والام هناء، ونتيجة الخلافات، سفّر حسن بناته الثلاث منذ نحو 25 سنة إلى فرنسا كما ذكر «من اجل ان يعيشوا حياة أفضل»، ولم يعد يعرف عنهنّ شيء منذ ذلك اليوم، إلى أن قرر فتح الملف مكتبي وفريق العمل، لا سيما رئيس التحرير جورج موسى. فمكتبي من خلال حواره والأسلوب الذي استخدمه مع الابنة الكبرى رلى، التي تغيّر اسمها إلى كارلا، وهي تعاني ضياعاً بين ذاكرتها الطفولية التي لا تزال تعي كل التفاصيل ورغم النهاية السعيدة للحلقة، بصفح رلى عن والدها، إلا أنّ البرنامج فاجأ المشاهدين عندما كتب في نهاية الحلقة... يتبع.